# USS Micka (DE-176)
USS Micka (DE-176) là một tàu hộ tống khu trục lớp Cannon từng phục vụ cùng Hải quân Hoa Kỳ trong Chiến tranh Thế giới thứ hai. Nó là chiếc tàu chiến duy nhất của Hải quân Hoa Kỳ được đặt cái tên này, theo tên Đại úy Hải quân Edward Micka (1915-1942), phi công phục vụ cùng Liên đội Tiêm kích 9 thuộc tàu sân bay Ranger (CV-4), đã tử trận tại Morocco trong khuôn khổ Chiến dịch Torch vào ngày 10 tháng 11, 1942 và được truy tặng Huân chương Chữ thập Hải quân. Nó đã phục vụ cho đến khi chiến tranh kết thúc, xuất biên chế năm 1946, rồi rút đăng bạ năm 1965 và bị bán để tháo dỡ hai năm sau đó.

## Thiết kế và chế tạo
Lớp Cannon có thiết kế hầu như tương tự với lớp Buckley dẫn trước; khác biệt chủ yếu là ở hệ thống động lực Kiểu DET (diesel electric tandem). Các động cơ diesel đặt nối tiếp nhau dẫn động máy phát điện để cung cấp điện năng quay trục chân vịt cho con tàu. Động cơ diesel có ưu thế về hiệu suất sử dụng nhiên liệu, giúp cho lớp Cannon cải thiện được tầm xa hoạt động, nhưng đánh đổi lấy tốc độ chậm hơn.
Vũ khí trang bị bao gồm ba pháo 3 in (76 mm)/50 cal trên tháp pháo nòng đơn có thể đối hạm hoặc phòng không, một khẩu đội pháo phòng không Bofors 40 mm nòng đôi và tám pháo phòng không Oerlikon 20 mm. Vũ khí chống ngầm bao gồm một dàn súng cối chống tàu ngầm Hedgehog Mk. 10 (có 24 nòng và mang theo 144 quả đạn); hai đường ray Mk. 9 và tám máy phóng K3 Mk. 6 để thả mìn sâu. Con tàu vẫn giữ lại ba ống phóng ngư lôi Mark 15 21 inch (533 mm). Thủy thủ đoàn đầy đủ bao gồm 15 sĩ quan và 201 thủy thủ.
Micka được đặt lườn tại xưởng tàu của hãng Federal Shipbuilding and Drydock Company ở Newark, New Jersey vào ngày 3 tháng 5, 1943. Nó được hạ thủy vào ngày 22 tháng 8, 1943, được đỡ đầu bởi bà Edward Micka, vợ góa Đại úy Micka, và nhập biên chế cùng Hải quân Hoa Kỳ vào ngày 23 tháng 9, 1943 dưới quyền chỉ huy của Hạm trưởng, Đại úy Hải quân John Curtis Spencer.

## Lịch sử hoạt động

### Mặt trận Đại Tây Dương
Sau khi hoàn tất việc chạy thử máy huấn luyện tại khu vực Bermuda, Micka được phân về Đội hộ tống 24 và bắt đầu làm nhiệm vụ hộ tống vận tải. Nó đã phục vụ hộ tống các tàu buôn và tàu tiếp liệu trên tuyến đường dọc bờ biển Đại Tây Dương từ New York đến Recife, Brazil cho đến ngày 12 tháng 11, 1944, rồi đi đến Recife để được phối thuộc cùng Đệ Tứ hạm đội và hoạt động tuần tra chống tàu ngầm tại khu vực Trung tâm Đại Tây Dương trong ba tháng. Được cho tách ra từ tháng 3, 1945, con tàu phục vụ tuần tra chống tàu ngầm một thời gian ngắn cùng lực lượng Tiền phương biển phía Đông, rồi hoàn tất một chuyến hộ tống vận tải khứ hồi vượt Đại Tây Dương sang Oran, Algérie. Nó đi đến Xưởng hải quân Charleston tại Charleston, South Carolina vào ngày 11 tháng 6 để được đại tu trước khi được phái sang khu vực Mặt trận Thái Bình Dương.

### Mặt trận Thái Bình Dương
Micka đi đến Trân Châu Cảng vào ngày 15 tháng 8, 1945, đúng ngày Nhật Bản đã chấp nhận đầu hàng giúp kết thúc cuộc xung đột. Nó ở lại khu vực quần đảo Hawaii để hoạt động huấn luyện thực hành, rồi đón lên tàu khoảng trên 300 hành khách sĩ quan và thủy thủ hải quân vào ngày 18 tháng 12 để quay trở về vùng bờ Đông Hoa Kỳ. Nó tiễn hành khách rời tàu tại Boston, Massachusetts vào ngày 6 tháng 1, 1946 rồi đi đến Green Cove Springs, Florida.
Micka được cho xuất biên chế tại đây vào ngày 14 tháng 6, 1946 và được đưa về Hạm đội Dự bị Đại Tây Dương. Con tàu không bao giờ được đưa ra hoạt động trở lại; tên nó được cho rút khỏi danh sách Đăng bạ Hải quân vào ngày 1 tháng 8, 1965, và nó bị bán cho hãng Peck Iron & Metals Co. vào ngày 15 tháng 5, 1967 để tháo dỡ.

## Phần thưởng
Nguồn: Navsource Naval History
|  |  |  |

| Huân chương Chiến dịch Hoa Kỳ | Huân chương Chiến dịch Châu Âu-Châu Phi-Trung Đông | Huân chương Chiến thắng Thế Chiến II |